# Sucralosa

Estructura

Sucralosa és un edulcorant. La majoria de la sucralosa ingerida no es degrada dins del cos i, per tant, és un producte que no aporta calories. A la Unió Europea, també es coneix sota el codi E E955. La sucralosa és 600 vegades més dolça que el sucre comú (sacarosa), dotze vegades més dolça que la sacarina, i tres vegades més que l'aspartam. És estable sota escalfament i en un ampli rang de condicions de pH. Per tant, es pot fer servir en productes fornejats i en productes amb àmplies dates de caducitat. Característiques comercials interessants són la seva baixa energia, bon gust, estabilitat i seguretat. Alguns noms comercials d'edulcorants basats en sucralosa són Splenda, Sucralin, Sukrana, SucraPlus, Candys, Cukren i Nevella.

## Història
La sucralosa va ser descoberta l'any 1976 pels científics de la companyia Tate & Lyle.
Tate & Lyle patentà aquesta substància el 1976. A la Unió Europea va ser aprovada l'any 2004 

## Producció
Tate & Lyle fabrica la sucralosa a Jurong, Singapur. Es fabrica clorant la sacarosa la qual substitueix tres dels grups hidroxil pel clorur.

## Ús
Es pot trobar la sucralosa en més de 4.800 productes alimentaris i begudes ni aporta calories ni provoca càries, és adequada pels diabètics, i no afecta els nivells d'insulina. Es fa servir per substituir o de manera conjunta amb altres edulcorants artificails o naturals. També s'afegeix a begudes no alcohòliques. La sucralosa mesclada amb la maltodextrina rep el nom comercial de Splenda i es troba cada vegada més als restaurants incloent McDonald's, Tim Hortons i Starbucks.

### Seguretat
Els resultats de 100 estudis en animals i clínics fets per aconseguir l'aprovació per part de la FDA, indiquen que no hi ha risc en la ingestió de la sucralosa. Tanmateix hi ha alguns efectes adversos a dosis altes (més d'1,1 mg/kg/dia).
Un estudi publicat el 2015 tragué la conclusió que quan es bullia la sucralosa a partir de 98 °C (temperatura típica de bulliment d'aigua) la sucralosa pot ser un perill per a la salut, ja que allibera aromàtics hidrocarburs policlorinats, considerats nocius per a la salut.